# Joanne Whalley
Joanne Whalley (Salford, Reino Unido, 25 de agosto de 1961) es una actriz británica.

## Biografía
Whalley nació en Salford, Lancashire, pero creció en Stockport, Cheshire, donde estudió en la Braeside School of Speech and Drama en Marple.
Conoció al actor Val Kilmer cuando trabajaron juntos en la película Willow. Comenzaron a salir juntos y la pareja se casó el 28 de febrero de 1988. Más tarde, el 29 de octubre de 1991, nació su primera hija, Mercedes Kilmer, en Santa Fe, Nuevo México. El 6 de junio de 1995 tuvieron su primer hijo, Jack Kilmer. Sin embargo, la pareja se divorció el 1 de febrero de 1996.

## Carrera
Comenzó a actuar de niña en How We Used To Live y en pequeños papeles de telenovelas, especialmente Coronation Street y Emmerdale. 
Sus primeros papeles en filmes incluyen una aparición, sin diálogos, como groupie en The Wall, de Pink Floyd, y como una fan de los Beatles en Birth of the Beatles. 
En 1988 se unió al elenco de la película Willow, donde interpretó a Sorsha. Para este papel, Whalley tuvo que teñirse su pelo castaño oscuro de pelirrojo.
En 1989 apareció en la película Scandal, donde interpretó a la joven bailarina Christine Keeler, quien tuvo una aventura con el político y militar Jack Profumo, lo que ocasionó que el gobierno británico tuviese serios problemas, ya que Christine también mantenía encuentros íntimos con el espía soviético Yevgeny Ivanov, de quien el gobierno británico sospechaba que actuaba como un espía bajo cubierta diplomática. El escándalo dañó la imagen de Profumo y le obligó a renunciar junto con el primer ministro Harold Macmillan. 
Whalley fue una de las narradoras del audiolibro de Elizabeth Kostova "The Historian". 
En 2006 apareció en la serie  The Virgin Queen, donde interpretó a la Reina María Tudor.
En 2011 se unió al elenco principal de la serie The Borgias, donde interpretó a Vannozza dei Cattanei, una de las amantes del papa Alejandro VI y madre de sus cuatro hijos, Cesare, Lucrezzia, Juan y Gioffrey Borgia. Whalley interpretó el papel hasta el final de la serie en 2013.
En 2014 se unió al elenco de la miniserie Jamaica Inn, donde interpretó a Patience Merlyn, la tía de Mary Yellan (Jessica Brown-Findlay) y esposa de Joss Merlyn (Sean Harris).
En 2016 se unió al elenco de la miniserie Beowulf, donde dio vida a Rheda hasta el final de la serie, luego de que fuera cancelada al final de la primera temporada.
En junio del mismo año se anunció que Whalley se había unido al elenco de la serie The White Princess, donde dio vida a Margarita de York, Duquesa de Borgoña.
En 2018, Whalley se unió al reparto de la tercera temporada de la serie de Netflix Daredevil, en el papel de la hermana Maggie.
En 2022, se une a la serie de Disney Plus, Willow, secuela de la película homónima de 1988, repitiendo su papel de Sorsha. 
En 2023, aparece en la temporada 2 de la serie Carnival Row, de Amazon Prime Video, en el segundo capítulo titulado 'La Nueva Era', en el papel de Leonora.

## Carrera musical
En la época post-punk, coqueteó con la escena New Wave de Manchester y fue por un periodo corto de tiempo miembro de un grupo de Stockport llamado "The Slowguns", lo abandonó antes de la publicación de sus dos singles. Más tarde, fue la cantante principal del grupo de pop "Cindy & The Saffrons". En 1982, grabaron en Abbey Road Studios la canción "Past, Present and Future" de las Shangri-Las y al año siguiente grabaron "Terry" de Twinkle. El grupo se separó poco después. En 2003, Whalley apareció en la canción "Stockholm Syndrome" de Blink-182, leyendo cartas entre los abuelos de Mark Hoppus.

## Filmografía

### Series de televisión
| Año         | Título                   | Personaje                | Notas                                    |
| ----------- | ------------------------ | ------------------------ | ---------------------------------------- |
| 2023        | Carnival Row             | Leonora                  | Episodio 2 Temporada 2                   |
| 2022        | Willow                   | Sorsha                   | -                                        |
| 2018        | Daredevil                | Maggie Murdock           | -                                        |
| 2017        | The White Princess       | Margarita de York        | -                                        |
| 2016        | Beowulf                  | Rheda                    | 12 episodios - Miniserie                 |
| 2015        | A.D. The Bible Continues | Claudia Prócula          | 12 episodios                             |
| 2015        | Wolf Hall                | Catalina de Aragón       | 3 episodios - Miniserie                  |
| 2014        | Jamaica Inn              | Patience Merlyn          | 3 episodios - miniserie                  |
| 2011 - 2013 | The Borgias              | Vannozza Cattanei        | 24 episodios                             |
| 2011-2012   | Gossip Girl              | Princesa Sophie Grimaldi | 7 episodios                              |
| 2008        | Unknown Sender           | Carolyn                  | episodio "If You're Seeing This Tape..." |
| 2006        | Justine League           | Varios personajes        | 4 episodios                              |
| 2006        | The Virgin Queen         | La reina María Tudor     | Episodio #1                              |
| 2005        | Criminal Minds           | Karen Donovan            | Episodio "Extreme Aggressor"             |
| 1994        | Scarlett                 | Scarlett O'Hara          | Miniserie                                |
| 1990        | A TV Dante               | Beatrice                 | 3 episodios - Miniserie                  |
| 1986        | The Singing Detective    | Enfermera Mills          | 6 episodios - Miniserie                  |
| 1985        | Edge of Darkness         | Emma Craven              | miniserie 5 episodios                    |
| 1982        | A Kind of Loving         | Ingrid Brown             | 8 episodios                              |
| 1978 - 1979 | How We Used to Live      | Sarah Hughes             | 17 episodios                             |
| 1977        | Emmerdale Farm           | Angela Read              | 6 episodios                              |
| 1976        | Coronation Street        | Cliente                  | episodio # 1.1617                        |

### Películas
| Año  | Título                         | Personaje                  | Notas                                                                            |
| ---- | ------------------------------ | -------------------------- | -------------------------------------------------------------------------------- |
| 2018 | Paul, Apostle of Christ        | Priscilla                  | junto a James Caviezel, Olivier Martinez, James Faulkner, John Lynch             |
| 2017 | Musa                           | Jacqueline                 | junto a Elliot Cowan, Franka Potente, Ana Ularu, Leonor Watling y Manuela Vellés |
| 2016 | Gardel                         | Sadie Wakefield            | junto a Jean Dujardin, Mía Maestro, Raoul Bova, Carlos Bardem y Lorena Bernal    |
| 2013 | The Callenger                  | Gweneth Feynman            | junto a William Hurt, Kevin McNally, Bruce Greenwood, Brian Dennehy y Eve Best   |
| 2011 | Twixt Now and Sunrise          | Denise                     | junto a Val Kilmer, Bruce Dern y Elle Fanning                                    |
| 2010 | Golf in the Kingdom            | Agatha McNaughton          | junto a David O'Hara y Frances Fisher                                            |
| 2009 | 44 Inch Chest                  | Liz Diamond                | junto a Ray Winstone, Ian McShane y John Hurt                                    |
| 2005 | The Californians               | Luna                       | junto a Noah Wyle y Kate Mara                                                    |
| 2002 | Virginia's Run                 | Jessie Eastwood            | junto a Gabriel Byrne y Lindze Letherman                                         |
| 2000 | Jackie Bouvier Kennedy Onassis | Jacqueline Kennedy Onassis | junto a Tim Matheson y Frances Fisher                                            |
| 1999 | A Texas Funeral                | Miranda                    | junto a Robert Patrick, Martin Sheen y Chris Noth                                |
| 1997 | The Man Who Knew Too Little    | Lori                       | junto a Bill Murray, Peter Gallagher y Alfred Molina                             |
| 1994 | A Good Man in Africa           | Celia Adekunle             | junto a Colin Friels, Sean Connery y Louis Gossett Jr.                           |
| 1994 | Mother's Boys                  | Colleen "Callie" Harland   | junto a Jamie Lee Curtis, Peter Gallagher y Vanessa Redgrave                     |
| 1994 | Trial by Jury                  | Valerie Alston             | junto a Armand Assante, William Hurt y Gabriel Byrne                             |
| 1992 | Storyville                     | Natalie Tate               | junto a James Spader y Jason Robards                                             |
| 1991 | Shattered                      | Jenny Scott                | junto a Tom Berenger, Bob Hoskins y Greta Scacchi                                |
| 1990 | The Big Man                    | Beth Scoular               | junto a Liam Neeson y Billy Connolly                                             |
| 1990 | Navy Seals                     | Claire Varrens             | junto a Charlie Sheen y Michael Biehn                                            |
| 1989 | Killing Me Again               | Fay Forrester              | junto a Michael Madsen y Val Kilmer                                              |
| 1989 | Scandal                        | Christine Keeler           | junto a John Hurt, Ian McKellen y Bridget Fonda                                  |
| 1988 | Willow                         | Sorsha                     | junto a Val Kilmer y Warwick Davis                                               |
| 1985 | The Good Father                | Mary Hall                  | junto a Anthony Hopkins, Jim Broadbent y Stephen Fry                             |
| 1985 | Dance with a Stranger          | Christine                  | junto a Miranda Richardson y Rupert Everett                                      |

### Teatro
| Año  | Obra                            | Personaje | Teatro                       | Notas                                                                               |
| ---- | ------------------------------- | --------- | ---------------------------- | ----------------------------------------------------------------------------------- |
| 1989 | What the Butler Saw             | -         | New York City Center-Stage I | -                                                                                   |
| 1983 | The Sleeping Beauty (pantomima) | -         | Teatro Royal                 | junto a Gordon Kaye, Linda Dobell, Darlene Johnson, Ian Bartholomew y Martin Duncan |

## Premios y nominaciones
| Año  | Categoría                                                                                      | Premio               | Trabajo          | Resultado |
| ---- | ---------------------------------------------------------------------------------------------- | -------------------- | ---------------- | --------- |
| 2011 | Mejor Actriz                                                                                   | Premios Golden Nymph | The Borgias      | Nominada  |
| 2010 | Mejor actuación en conjunto (junto con Steven Berkoff, Tom Wilkinson, Ian McShane 6 John Hurt) | Premio SDFCS         | 44 Inch Chest    | Ganadores |
| 1986 | Mejor actriz                                                                                   | Premios BAFTA        | Edge of Darkness | Nominada  |